# Okresní město (román)
Okresní město je satirický román Karla Poláčka z roku 1936. 
Poláček napsal Okresní město jako první knihu postupně doplňované pentalogie, kde dalšími knihami byly Hrdinové táhnou do boje, Podzemní město a Vyprodáno, z pátého díla dokončil Poláček před svou smrtí jen krátký fragment.

## Vznik a inspirace
Okresní město vycházelo na pokračování v Lidových novinách (14. ledna až 9. května 1936). První knižní vydání z roku 1936 vyšlo u Františka Borového.
Vzorem pro Poláčkovu knihu byl jeho rodný Rychnov nad Kněžnou, ze kterého si bral i konkrétní předobrazy pro své postavy. Např. poslance Fáberu psal podle rychnovského poslance Jindřicha Štemberky. Nejmladší syn kupce Štědrého Jaroslav vykazuje autobiografické rysy, Gustav Štědrý připomíná jeho otce a paní Štědrá jeho nevlastní matku.

## Obsah
Kniha popisuje osudy rodiny židovského kupce Štědrého v českém maloměstě. Do města přijel Štědrého syn Kamil, který přišel o své místo, čímž přišel také o ocenění od svých rodičů a je odstrčen na okraj zájmu, což se v rodině vyjadřuje i pozbytím práva sedět u stolu s ostatními. Později ale získá jiné místo a tím opět i pozornost rodičů. Podobně se vyvíjí i život a pověst jeho bratra Viktora, pouze nejmladší Jaroušek zůstává nejoblíbenějším synem svých rodičů, zvlášť když odjede do Prahy studovat práva.
Rozruch způsobí až v závěru knihy příjezd poslance Fábery, který vystoupí se svým proslovem na městské slavnosti.
Komentátorem poměrů je žebrák Chleboun, který si ale z almužen našetřil již velký obnos, jenže jako žebrák ho nemůže utratit. Když si koupí ve vedlejší vsi na pouti cukrovinky, je jeho tajemství přece jen odhaleno.
Statický děj knihy vyjadřuje i statičnost života a poměrů v celém městě a stereotypnost a jednotvárnost jeho opakujících se scén.

## Postavy
- Gustav Štědrý – židovský obchodník, otec rodiny
  - jeho žena, paní Štědrá
  - jeho synové Kamil, Jaroslav, Viktor
- Chleboun – žebrák, přezdívaný Majorek
- Alois Fábera – rodák z města, poslanec
- pan Raboch a paní Rabochová
- pan Zoufalý – obchodník, Štědrého konkurent

## Recepce knihy, styl
Poláčkův styl v knize byl kritizovaný jako hutný, a přitom jako rozvleklý. Pavel Trost si v časopise Slovo a slovesnost povšiml, že jde o hutnost vět, ale o rozvleklost větších celků, která charakterizuje život v okresním městě. V jejich kontrastu přitom vidí jeden z prostředků Poláčkovy komiky.
F. X. Šalda kritizoval Poláčkovu povrchnost. Pavel Eisner přínos knihy vyzdvihl a pojmenoval ji jako „živočichopis malého města“.
Poláček si intenzivně všímá detailů, které kupř. charakterizují jednotlivé postavy. Ty opět znovu opakuje, aby nastolil pocit stereotypu.